# ジャッキー・オリバー
キース・ジャック・"ジャッキー"・オリバー（Keith Jack "Jackie" Oliver, 1942年8月14日 - ）は、イギリスの元レーシングドライバー、チームオーナー。エセックス州チャドウェル・ヒース出身。彼はレーシングドライバーであると共に、アロウズの創立者の一人としてよく知られる。レーシングドライバーとして彼はル・マン24時間レースとカンナム・チャンピオンシップの両方のタイトルを獲得した。

## レーサーとしての経歴
レース経歴を1961年から始め、初めはイギリスのクラブサルーンレースでミニをドライブした。続いてロータス・エランによるGTレースにステップアップ、何度か上位入賞し、その後フォーミュラ3で苦戦、彼の速さはメカニカルトラブルでしばしば無駄となった。
それにもかかわらず、1967年に彼はチーム・ロータスのフォーミュラ2チームに移籍、ドイツグランプリでグランプリデビュー、F2クラス優勝、総合で5位という成績を上げた。1968年にはコーリン・チャップマンによってF1チームに引き上げられ、ジム・クラーク死去後のロータスF1のシートを得た。彼の契約はF2マシンのドライブは含まれていなかった。ハーツ・アンド・エセックス・エアロクラブの運営責任者であったトニー・ラドリンとの議論で、クラブのカラーで車を走らせるという取引が行われた。ロータスは車両とメカニックを供給し、ラドリンはチームマネージャーを務めた。F2チームの車両は完全なロータス仕様ではなかったが、運営は総じてうまく行った。年末にチームはアルゼンチン・テンポラーダの4レースに招待される。ハーツ・アンド・エセックスチームはシリーズランキング3位となる。F1のシーズンは苦戦し、オリバーはゴールのため苦闘した。イギリスグランプリではエンジントラブルでリタイアするまでトップを走行し、シーズンで完走したのは2度、彼の最高位は最終戦メキシコグランプリでの3位であった。
ヨッヘン・リントが1969年ロータスと契約し、オリバーはBRMに移籍した。彼はBRMでの2年間を失意の内に過ごすこととなり、それは事実上、彼のグランプリキャリアを終わらせる原因となった。2年間で完走は4回のみで、ポイントを得たのは1969年メキシコグランプリでの6位と1970年オーストリアグランプリの5位のみであった。しかしながら彼は1970年シーズン、レース・オブ・チャンピオンズでは首位を走行してジャッキー・スチュワートを抑え、オランダグランプリやイギリスグランプリでは3位を走行して激しいバトルを繰り広げた。オリバーはオーストリアで5位に入ったが、彼がこのレースで優勝しなければならなかったと考えたチームのボス、ルー・スタンリーはこれを期待外れな結果ととらえ、その後良い車はチームメイトのペドロ・ロドリゲスに与えられた。しかしながらオリバーはその後イタリアグランプリでもレースをリードして見せた。スタンリーはオリバーについて「良いけれども、彼が考えるほどには全然良くはなかった。」と語っている。BRMでのレースの大半はリタイアで終わった。メインスポンサーのヤードレーは彼が解雇されたのを知って驚き、失望した。ジャッキー・スチュワートはオリバーを大変良いグランプリおよびカンナムドライバーであると判断している。
彼の時期における耐久レースでの最高成績はジャッキー・イクスとともにドライブしたジョン・ワイアーのガルフ・フォード・GT40による、1969年のセブリング12時間レースとル・マン24時間レースでの優勝と、ペドロ・ロドリゲスと組んで優勝した1971年のモンツァ1000kmレースである。
1969年、彼はカンナムにオートコーストからデビューし、続いて
ドン・ニコルズのシャドウから出走した。1971年、彼は再びF1にフル参戦しマクラーレンのサードカーを走らせた。1972年はシャドウからカンナムへの参戦に集中し、F1はイギリスグランプリにBRMからスポット参戦、リタイアに終わった。
1973年にシャドウはF1に参入し、オリバーはチームリーダーに指名された。シャドウ・DN1は難しいマシンであり、彼の活躍の機会はメカニカルトラブルで失われた。しかしながら、カナダでは好走し、多くがオリバーがこのレースで実際には優勝したと考えている。しかしレースでは、にわか雨のため多くのピットストップが発生し、さらにオーガナイザーが極めて不適当な形でペースカーを導入したことでラップチャートは混乱した。結果オリバーは3位に入賞したと認定されることとなり、これがこのシーズンで獲得した唯一のポイントとなった。
1974年はカンナムのタイトル獲得のために集中する。彼はその後シャドウの経営にも関わるようになっていたが、フォーミュラ5000にも3シーズン参戦し、1977年にはF1にもスポット参戦、レース・オブ・チャンピオンズでは5位に入賞、スウェーデングランプリでは9位となった。

## アロウズ
1977年の終わりに彼はシャドウを離れ、企業家のフランコ・アンブロジオ、デザイナーのトニー・サウスゲートとアラン・リース、エンジニアのデイブ・ウォスとともにアロウズを設立する。ドライバーはシャドウでの走りを評価し若手のリカルド・パトレーゼを引き抜いた。
アロウズはF1史上最長の未勝利記録を持ち、F1参戦開始から382戦に出走して1勝も挙げられなかった。しかしながら、チームは常に中位以上の競争力を持つマシンを提供し、フロントランナーにはなれなかったものの、しばしば有能な若いドライバーに活躍の場を与えた。創設時に起用したパトレーゼをはじめ、ティエリー・ブーツェン、ゲルハルト・ベルガー、マルク・スレール、マーティン・ドネリーらはF1経歴の初期にアロウズをドライブし成長していった。
1990年、オリバーはチームの株式の大半をフットワーク・コーポレーションに売却した。以後も彼はチームディレクターとしてピット内で指揮を執り続けたが、フットワーク社は1993年に金融トラブルでF1から撤退。オリバーは再びチームを手に入れたが、F1のハイテク化により膨大な参戦資金が必要な時代になると活動資金が足りず1996年にトム・ウォーキンショー率いるTWRに再び株式の大半を売却した。オリバーは1999年までチームに留まったが、その後残った株式を全て売却してアロウズから手を引いた。

## レース戦績

### フォーミュラ1
| 年     | エントラント       | シャシー | エンジン                        | 1       | 2       | 3       | 4       | 5       | 6       | 7       | 8       | 9       | 10      | 11      | 12      | 13     | 14    | 15     | 16  | 17  | WDC  | ポイント |
| ------ | ------------------ | -------- | ------------------------------- | ------- | ------- | ------- | ------- | ------- | ------- | ------- | ------- | ------- | ------- | ------- | ------- | ------ | ----- | ------ | --- | --- | ---- | -------- |
| 1967年 | ロータス           | 48 (F2)  | フォード・コスワース FVA 1.6 L4 | RSA     | MON     | NED     | BEL     | FRA     | GBR     | GER 5   | CAN     | ITA     | USA     | MEX     |         |        |       |        |     |     | NC   | 0        |
| 1968年 | ロータス           | 49       | フォード・コスワース DFV 3.0 V8 | RSA     | ESP     | MON Ret |         |         |         |         |         |         |         |         |         |        |       |        |     |     | 15位 | 6        |
| 1968年 | ロータス           | 49B      | フォード・コスワース DFV 3.0 V8 |         |         |         | BEL 5   | NED NC  | FRA DNS | GBR Ret | GER 11  | ITA Ret | CAN Ret | USA DNS | MEX 3   |        |       |        |     |     | 15位 | 6        |
| 1969年 | オーウェン （BRM） | P133     | BRM P101 3.0 V12                | RSA 7   |         |         |         |         |         |         |         |         |         |         |         |        |       |        |     |     | 17位 | 1        |
| 1969年 | オーウェン （BRM） | P133     | BRM P142 3.0 V12                |         | ESP Ret | MON Ret | NED Ret | FRA     | GBR Ret |         |         |         |         |         |         |        |       |        |     |     | 17位 | 1        |
| 1969年 | オーウェン （BRM） | P138     | BRM P142 3.0 V12                |         |         |         |         |         |         | GER Ret |         |         |         |         |         |        |       |        |     |     | 17位 | 1        |
| 1969年 | オーウェン （BRM） | P139     | BRM P142 3.0 V12                |         |         |         |         |         |         |         | ITA Ret | CAN Ret | USA Ret | MEX 6   |         |        |       |        |     |     | 17位 | 1        |
| 1970年 | オーウェン （BRM） | P153     | BRM P142 3.0 V12                | RSA Ret |         |         |         |         |         |         |         |         |         |         |         |        |       |        |     |     | 20位 | 2        |
| 1970年 | BRM                | P153     | BRM P142 3.0 V12                |         | ESP Ret | MON Ret | BEL Ret | NED Ret | FRA Ret | GBR Ret | GER Ret | AUT 5   | ITA Ret | CAN NC  | USA Ret | MEX 7  |       |        |     |     | 20位 | 2        |
| 1971年 | マクラーレン       | M14A     | フォード・コスワース DFV 3.0 V8 | RSA     | ESP     | MON     | NED     | FRA     | GBR Ret | GER     |         | ITA 7   | CAN     | USA     |         |        |       |        |     |     | NC   | 0        |
| 1971年 | マクラーレン       | M19A     | フォード・コスワース DFV 3.0 V8 |         |         |         |         |         |         |         | AUT 9   |         |         |         |         |        |       |        |     |     | NC   | 0        |
| 1972年 | BRM                | P160B    | BRM P142 3.0 V12                | ARG     | RSA     | ESP     | MON     | BEL     | FRA     | GBR Ret | GER     | AUT     | ITA     | CAN     | USA     |        |       |        |     |     | NC   | 0        |
| 1973年 | シャドウ           | DN1      | フォード・コスワース DFV 3.0 V8 | ARG     | BRA     | RSA Ret | ESP Ret | BEL Ret | MON 10  | SWE Ret | FRA Ret | GBR Ret | NED Ret | GER 8   | AUT Ret | ITA 11 | CAN 3 | USA 15 |     |     | 14位 | 4        |
| 1977年 | シャドウ           | DN8      | フォード・コスワース DFV 3.0 V8 | ARG     | BRA     | RSA     | USW     | ESP     | MON     | BEL     | SWE 9   | FRA     | GBR     | GER     | AUT     | NED    | ITA   | USA    | CAN | JPN | NC   | 0        |

- 太字はポールポジション、斜字はファステストラップ。(key)

### フォーミュラ1 （ノン・チャンピオンシップ）
| 年     | エントラント                                 | シャシー             | エンジン                        | 1       | 2       | 3     | 4       | 5       | 6   | 7   | 8       |
| ------ | -------------------------------------------- | -------------------- | ------------------------------- | ------- | ------- | ----- | ------- | ------- | --- | --- | ------- |
| 1967年 | ロータス・コンポーネンツ Ltd.                | ロータス・41B (F2)   | フォード・コスワース FVA 1.6 L4 | ROC     | SPR 4   | INT   | SYR     | OUL Ret | ESP |     |         |
| 1968年 | ゴールド・リーフ・チーム・ロータス           | ロータス・49B        | フォード・コスワース DFV 3.0 V8 | ROC     | INT     | OUL 3 |         |         |     |     |         |
| 1969年 | オーウェン・レーシング・オーガニゼーション   | BRM・P133            | BRM P101 3.0 V12                | ROC 5   | INT     | MAD   |         |         |     |     |         |
| 1969年 | スポーツ・カーズ・スウィッツァランド         | ローラ・T142 (F5000) | シボレー 5.0 V8                 |         |         |       | OUL Ret |         |     |     |         |
| 1970年 | ヤードレー・チーム・BRM                      | BRM・P153            | BRM P142 3.0 V12                | ROC Ret | INT     | OUL 3 |         |         |     |     |         |
| 1971年 | ブルース・マクラーレン・モーター・レーシング | マクラーレン・M19A   | フォード・コスワース DFV 3.0 V8 | ARG     | ROC     | QUE   | SPR     | INT     | RIN | OUL | VIC Ret |
| 1973年 | UOP・シャドウ・レーシング・チーム            | シャドウ・DN1        | フォード・コスワース DFV 3.0 V8 | ROC     | INT Ret |       |         |         |     |     |         |
| 1977年 | シャドウ・レーシング・チーム                 | シャドウ・DN8        | フォード・コスワース DFV 3.0 V8 | ROC 5   |         |       |         |         |     |     |         |

- 太字はポールポジション、斜字はファステストラップ。(key)

### ル・マン24時間レース
| 年     | チーム                                 | コ・ドライバー       | 車両           | クラス | 周回数 | 総合 順位 | クラス 順位 |
| ------ | -------------------------------------- | -------------------- | -------------- | ------ | ------ | --------- | ----------- |
| 1968年 | JW・オートモーティヴ・エンジニアリング | ブライアン・ミュアー | フォード・GT40 | S 5.0  | 15     | DNF       | DNF         |
| 1969年 | JW・オートモーティヴ・エンジニアリング | ジャッキー・イクス   | フォード・GT40 | S 5.0  | 372    | 1位       | 1位         |
| 1971年 | JW・オートモーティヴ・エンジニアリング | ペドロ・ロドリゲス   | ポルシェ・917L | S 5.0  | 187    | DNF       | DNF         |

## 参照
- “DRIVER: Oliver, Jackie”. Autocourse Grand Prix Archive. 2007年9月11日閲覧。
- “Jackie Oliver”. Grand Prix Racing. 2007年9月11日閲覧。
- Widdows, R. 2007. Jackie Oliver: Nearly Man. Motor Sport. 83/4 (April 2007), 84-88

1. ↑  L. Stanley. Grand Prix. The Legendary Years.
2. ↑  T.Simon. Champion Year1970)
3. ↑  Stucker, Mike. “VintageRPM”. Can-Am History of Shadow.   VintageRPM. 2014年11月25日閲覧。